# Baise, Guangxi
Baise, även kallat Bose eller Poseh, är en stad på prefekturnivå i Guangxi-provinsen i södra Kina.

## Administrativ indelning
Under Baises stadsprefektur lyder en total yta som är något större än Jämtland och en befolkning som är ungefär lika stor som Uruguays. Den egentliga stadskärnan består av två stadsdistrikt, resten av Baises yta består av två städer på häradsnivå samt landsbygd som är indelad i sju härad och ett autonomt härad:
- Stadsdistriktet Youjiang - 右江区 Yòujiāng qū;
- Stadsdistriktet Tianyang - 田阳区 Tiányáng qū;
- Staden på häradsnivå Jingxi - 靖西市 Jìngxī shì;
- Staden på häradsnivå Pingguo - 平果市 Píngguǒ shì;
- Häradet Lingyun - 凌云县 Língyún xiàn;
- Häradet Xilin - 西林县 Xīlín xiàn;
- Häradet Leye - 乐业县 Lèyè xiàn;
- Häradet Debao - 德保县 Débǎo xiàn;
- Häradet Tianlin - 田林县 Tiánlín xiàn;
- Häradet Tiandong - 田东县 Tiándōng xiàn;
- Häradet Napo - 那坡县 Nàpō xiàn;
- Autonoma häradet Longlin för olika nationaliteter - 隆林各族自治县 Lónglín gèzú zìzhìxiàn.